# Holger Brüggmann
Holger Brüggmann (* 25. Februar 1956) ist ein ehemaliger deutscher Fußballspieler.

## Werdegang
Brüggmann spielte als Jugendlicher für den 1. FC Phönix Lübeck und bestritt für die Herrenmannschaft des Vereins in der Saison 1973/74 drei Regionalliga-Spiele. Er spielte später für den VfB Lübeck und machte sich bei dem Oberligisten als Torjäger einen Namen.
Für den OSV Hannover stand Brüggmann im Spieljahr 1980/81 in elf Begegnungen der 2. Fußball-Bundesliga auf dem Platz. Im Sommer 1981 wechselte er zum Hamburger Verbandsligisten Hummelsbütteler SV. In Hummelsbüttel spielte er mit dem fast namensgleichen Holger Brügmann zusammen. Im Mai 1983 erreichte Brüggmann als Mannschaftskapitän mit Hummelsbüttel den Sieg im Hamburger Pokalwettbewerb, 1984 wurde er mit dem HuSV Verbandsliga-Meister und schaffte mit der Mannschaft in der folgenden Aufstiegsrunde den Sprung in die Oberliga. Brüggmann kehrte hernach zum 1. FC Phönix Lübeck zurück.